# Ai-jen Poo
Ai-jen Poo (nascuda el 1974) és una sindicalista i activista social nord-americana. És directora executiva de l'Aliança Nacional de Treballadores de la Llar i codirectora de l'organització Caring Across Generations. El 2012, va ser incluída a la llista Time 100 de les persones més influents del món i el 2014, va ser receptora d'una Beca MacArthur. És l'autora del llibre The age of dignity: preparing for the elder boom in a changing America.

## Biografia

### Infància i joventut
Ai-jen Poo va néixer a Pittsburgh l'any 1974 en una família d'immigrants taiwanesos de fortes conviccions socials. La seva mare era oncóloga i el seu pare biòleg molecular i activista polític. Durant la seva infància i joventut va créixer a Califòrnia, Connecticut i Taiwan.

### Activisme a favor de les treballadores de la llar
Poo va començar a col·laborar en l'organització de les treballadores de la llar el 1996, amb la campanya CAAAV: Organizing Asian Communities. L'any 2000, va cofundar Domestic Workers United, una organització de Nova York de treballadores de la llar que el 2010 encapçalaria l'aprovació a nivell estatal de la Carta de Drets de les Treballadores de la Llar, la primera d'aquestes característiques que s'aprovava als Estats Units. La DWU va contribuir en 2007 a organitzar la primera convocatòria nacional de treballadores de la llar, en la qual es va formar l'Aliança Nacional de Treballadores de la Llar (NDWA), la major organització als Estats Units dedicada a lluitar pels drets del sector. Poo és la directora executiva de la NDWA des d'abril de 2010. El 2011, Poo va contribuir a engegar Caring Across Generations, una coalició de més de 200 organitzacions socials que treballen per transformar el sistema de cures de llarga durada en els EE.UU.
A principis de 2019, Poo va acudir al Senat dels Estats Units per donar suport al projecte de llei per a una Carta de Drets de les Treballadores de la Llar a nivell nacional. Es tractava una mesura legislativa impulsada per legisladores demòcrates i per la NDWA que buscava homogeneïtzar el marc dels drets laborals d'aquest sector, la regulació del qual ha depès fins a l'actualitat de les legislacions a nivell estatal.
Al febrer de 2019, Poo va assistir a la cerimònia dels premis Oscar convidades pel director de la pel·lícula Roma, Alfonso Cuarón. La NDWA es va aliar amb els productors de la pel·lícula per aconseguir una major sensibilització sobre les condicions laborals de les treballadores de la llar. Poo s'ha posicionat de manera molt crítica contra la política migratòria del president dels Estats Units Donald Trump, especialment pel que fa a la separació de les famílies.

### Participació al moviment Me Too
Poo participa dins del moviment Me Too de denúncia de l'assetjament sexual. Va assistir als premis Globus d'Or del 2018 com a acompanyant de l'actriu Meryl Streep, part de la campanya Time's Up en la qual diverses actrius i signatàries del moviment van vestir de negre i van acudir amb activistes prominents.

### Supermajority amb Alicia Garza i Cecile Richards
A la primavera de 2019, Poo va cofundar juntament amb les activistes Alicia Garza i Cecile Richards l'organització Supermajority, formada per dones activistes i centrada a potenciar la capacitació i la mobilització de cara a avançar cap a la igualtat de gènere. L'organització busca influenciar debats que considera estratègics, com són el dret al vot, el control d'armes, els permisos familiars en el treball, la igualtat de sou entre homes i dones, etc.

### Articles i intervencions
Poo ha escrit articles per Huffpost, The Guardian, The New York Times, The Washington Post, Time i Marie Claire, entre altres publicacions. Ha estat oradora destacada a TEDWomen, Aspen Ideas Festival i la Fundació Obama. El 2015, Poo va publicar el seu primer llibre, The age of dignity: preparing for the elder boom in a changing America.

## Reconeixements i premis
Poo va ser incluída a la llista Time 100 de les 100 persones més influents del món l'any 2012 i a la llista de "50 líders mundials" de l'any 2015 de la revista Fortune. El 2014, va ser beneficiària d'una Beca MacArthur, concedida per la Fundació MacArthur per "mèrits excepcionals". Ha rebut també el Premi Woman of Vision de la Ms. Foundation, el Premi NGen Leadership de la Independent Sector i la Open Society Institute Community Fellowship, entre altres reconeixements.

## Publicacions
- Poo, Ai-jen. The age of dignity: preparing for the elder boom in a changing America. The New Press, 2015. ISBN 9781620970386.[5][23]